# José Manuel Pereira de Almeida
José Manuel Pereira de Almeida war ein portugiesischer Offizier und Kolonialverwalter. Von 1863 bis 1864 war er im Rang eines capitão Gouverneur von Portugiesisch-Timor.

## Dienst auf Timor
Unter Almeida wurden in der Kolonialhauptstadt Dili die Befestigungen der Festung ausgebaut, Baracken für Soldaten und Offiziere errichtet und der Gouverneurssitz erweitert. In Lahane entstand die Missionsschule und die Brücke und Straße zwischen Lahane und Dili wurde fertiggestellt.
Im Juni 1863 schlug Almeida einen Aufstand der Makasae von Laga nieder. Das Dorf wurde niedergebrannt und dabei der Rebellenchef von Laclo gefangen genommen, der die Rebellion von 1861 angeführt hatte. Allerdings war Almeida erfolglos, die Korruption und Intrigen einiger europäischer Offiziere zu unterbinden, weswegen er von seinem Amt zurücktrat und die Kolonie verließ. Der Regierungsrat, der bis zum Eintreffen des neuen Gouverneurs die Verwaltung übernehmen sollte, wurde von einer Armeerevolte abgesetzt.